# مجزرة منطقة معن (25 ديسمبر 2023)
مجزرة منطقة معن (25 ديسمبر 2023) أو مجزرة عائلة صلاح (25 ديسمبر 2023) هي مجزرة ارتكبها سلاح جوّ الإحتلال الإسرائيلي يوم الإثنين الموافق 25 ديسمبر/كانون الأول 2023. استهدفت هذه الغارات منزل لعائلة صلاح الموجود في محيط مفترق مرتجى بمنطقة معن شرقي خان يونس. هذه المجزرة من ضمن عدة مجازر وقعت خلال عملية طوفان الأقصى. تسبّبت هذه المجزرة الإسرائيليّة والتي استهدفت منزل عائلة صلاح في منطقة معن إلى استشهاد أكثر من 27 شهيدًا بالإضافة إلى تضرر عدد من المنازل المجاورة.

## خلفية الحدث
في ساعاتِ الصباح الأولى من يوم السابع من أكتوبر 2023 أطلقت حركة المقاومة الإسلامية حماس عبر ذراعها العسكري كتائب الشهيد عز الدين القسام عملية طوفان الأقصى وذلك ردًا على الاعتداءات الإسرائيلية وتدنيس الأقصى والاستمرار في الاستيطان، كما أكّد على ذلك محمد الضيف القائد العام للقسّام والذي أعطى إشارة انطلاق العمليّة التي شهدت اقتحامًا من المقاومين لمستوطنات غلاف غزة ونجحوا في قتلِ عدد كبيرٍ من الجنود الإسرائيلين، وأسر عشرات آخرين كما استطاعوا خلال ساعات قطع عشرات الكيلومترات ووصلوا لمستوطنات أبعد من تلك المحيطة والقريبة من قطاع غزة.
الرد الإسرائيلي على هذه العمليّة جاء من خلال شنّ سلاح الجو الإسرائيلي عشرات الغارات العشوائيّة على القطاع متسبّبة في مقتل آلاف المدنيين وتدمير البنية التحتية لمدن القطاع، ليصل حد فرض إغلاق شامل وقطع متعمد لكل الخدمات من ماء وكهرباء وغاز، وهو ما هدَّد حياة أكثر من مليونَي فلسطيني يعيشُ داخل القطاع الذي يُعاني أصلًا من تبعات الحصار الخانق عليهم منذ ستة عشر عاماً.
وفي مساء يوم 27 أكتوبر/تشرين الأول، أعلن جيش الاحتلال الإسرائيلي بدء الهجوم بري على قطاع غزة من خلال بدء التوغل في بلدة بيت حانون ومخيم البريج. حدث الهجوم وسط سلسلة من الغارات الجوية الإسرائيلية واسعة النطاق التي أدت إلى قطع الاتصالات المتنقلة والوصول إلى الإنترنت في غزة.
وبتاريخ 24 نوفمبر 2023 تم وقف إطلاق النار بين المقاومة الفلسطينية وإسرائيل، وهو وقف إطلاق نار مؤقت جرى في الحرب الدائرة بين فصائل المقاومة الفلسطينية في غزة وإسرائيل. وبتاريخ 2 ديسمبر انتهت الهدنة، وخلال ساعات إنتهاء الهدنة الأولى قام سلاح الطيران الإسرائيلي بشن هجمات صاروخية مكثفة على كافة أنحاء القطاع مع التركيز على المنطقة الجنوبية لقطاع غزة.

## الضحايا
1. حمدي سالم صلاح
2. ألاء أسامة صلاح
3. سالم حمدي صلاح
4. سوار حمدي صلاح
5. حاتم سالم صلاح
6. ريم خالد صلاح
7. فريدة رجب صلاح
8. مريم محمد سالم صلاح
9. طارق محمد سالم صلاح
10. سالم محمد سالم صلاح
11. أنعام زوجة سالم صلاح
12. هناء أحمد صلاح
13. سوار أحمد سالم صلاح
14. غزة سالم محمد صلاح
15. تيسيرة محمود صلاح
16. محمودعبد العزيز شراب
17. محمد محمود شراب
18. بكر أحمد بريكة
19. عمر أحمد بريكة
20. كرم فريد حلاوة
21. رجب فريد حلاوة
22. حسام فريد حلاوة
23. أية نبيل العويطى
24. محمود عبدالعزيز  شراب
25. وزوجته أم بدر
26. هناء أحمد عبدالعزيز شراب
27. آية شراب